# Taverniera sericophylla
Taverniera sericophylla é uma espécie vegetal da família Fabaceae.
Apenas pode ser encontrada no seguinte país: Iémen.
Os seus habitats naturais são: matagal árido tropical ou subtropical.
Está ameaçada por perda de habitat.